# Kajnity
Kajnity (deutsch Heistern) ist ein Ort in der polnischen Woiwodschaft Ermland-Masuren. Er gehört zur Stadt- und Landgemeinde Pieniężno (Mehlsack) im Powiat Braniewski (Kreis Braunsberg).

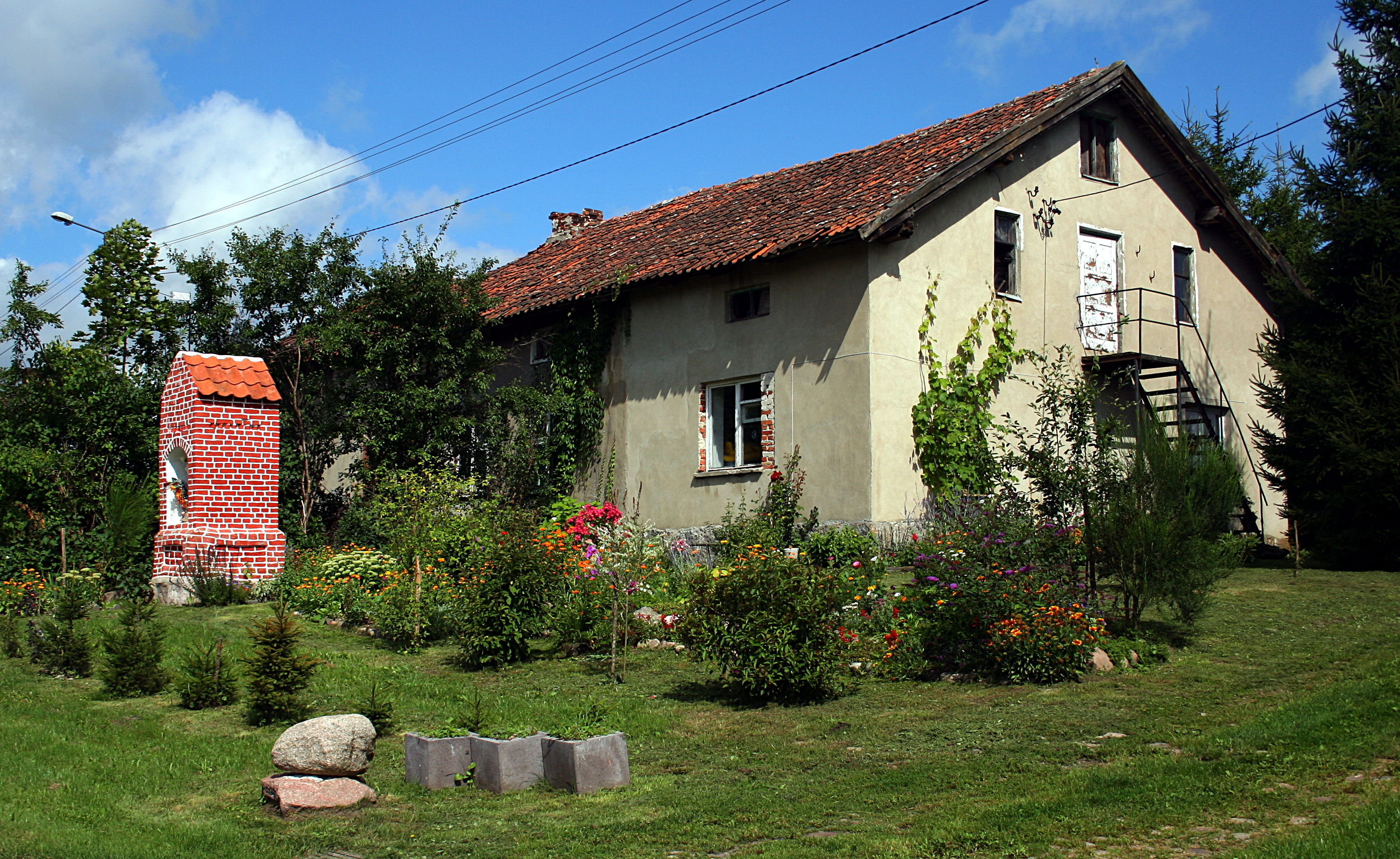
Anwesen (mit Bildstock) in Kajnity

## Geographische Lage
Kajnity liegt im Nordwesten der Woiwodschaft Ermland-Masuren, 23 Kilometer südöstlich der Kreisstadt Braniewo (Braunsberg).

## Geschichte
Das Dorf Heistern kam 1874 als Landgemeinde zum neu errichteten Amtsbezirk Woynitt (polnisch Wojnity) im ostpreußischen Kreis Braunsberg, Regierungsbezirk Königsberg. Im Jahre 1910 zählte Heistern 215 Einwohner.
Am 17. Oktober 1928 vergrößerte sich die Landgemeinde Heistern um den Nachbarort Freihagen (polnisch Brzostki) aus dem Amtsbezirk Langwalde (polnisch Długobór), der eingemeindet wurde. Die Einwohnerzahlen von Heistern beliefen sich 1933 auf 248 und 1939 auf 235.
In Kriegsfolge wurde 1945 das gesamte südliche Ostpreußen an Polen abgetreten. Heistern erhielt die polnische Namensform „Kajnity“ und ist heute eine Ortschaft im Verbund der Gmina Pieniężno (Stadt- und Landgemeinde Mehlsack) im Powiat Braniewski (Kreis Braunsberg), 1975 bis 1998 der Woiwodschaft Elbląg, seither der Woiwodschaft Ermland-Masuren zugehörig. Im Jahre 2021 zählte Kajnity 67 Einwohner.

## Religion
Kajnity ist heute wie Heistern vor 1945 in die St.-Peter-und-Paul-Kirche in Pieniężno (Mehlsack), jetzt im Dekanat Orneta (Wormditt) im Erzbistum Ermland gelegen, eingepfarrt. Außerdem war das Dorf bis 1945 in die evangelische Pfarrkirche Mehlsack in der Kirchenprovinz Ostpreußen der Kirche der Altpreußischen Union eingegliedert. Heute gehört es zur Diözese Masuren der Evangelisch-Augsburgischen Kirche in Polen.

## Verkehr
Kajnity ist jeweils über eine Nebenstraße von Pieniężno (Mehlsack) bzw. Wojnity (Woynitt) aus direkt zu erreichen. Die nächste Bahnstation ist Pieniężno an der Bahnstrecke Olsztyn Gutkowo–Braniewo.